# San Andrés, San Felipe Jalapa de Díaz
San Andrés är en ort i Mexiko.   Den ligger i kommunen San Felipe Jalapa de Díaz och delstaten Oaxaca, i den sydöstra delen av landet, 300 km sydost om huvudstaden Mexico City. San Andrés ligger 140 meter över havet och antalet invånare är 209.
Terrängen runt San Andrés är varierad, och sluttar österut. Runt San Andrés är det ganska glesbefolkat, med 39 invånare per kvadratkilometer. Närmaste större samhälle är Isla Soyaltepec, 15,3 km norr om San Andrés. Omgivningarna runt San Andrés är en mosaik av jordbruksmark och naturlig växtlighet.